# Cipaku (Bogor Selatan)
Cipaku is een bestuurslaag in het regentschap Kota Bogor van de provincie West-Java, Indonesië. Cipaku telt 12.722 inwoners (volkstelling 2010).